# キム・ハンター
キム・ハンター（Kim Hunter, 1922年11月12日 - 2002年9月11日）は、アメリカ合衆国の女優。

## 経歴
本名はジャネット・コール（Janet Cole）。ミシガン州デトロイト出身。
アクターズ・スタジオで学び  、1947年に舞台版の『欲望という名の電車』にステラ役で出演。1951年に映画化された時にも同じ役で出演し、1952年にアカデミー助演女優賞を受賞した。このとき、ハンター本人は式典には出席せず、ベティ・デイヴィスが代理人として受賞した。
しかし、1950年代半ばの赤狩りの時期に、共産主義者を支援した嫌疑でブラックリストに載ってしまい、テレビや映画での仕事がほとんどできなくなってしまった。公民権運動に熱心に取り組み、1962年には、多くの映画関係者が共産主義者と不当に告発されたことを受けて、最高裁判所で証言もしている。同年、名誉回復。その後、映画『猿の惑星』の最初の3作に出演し、再び脚光を浴びた。その後、テレビのソープオペラにたびたび出演した。
1944年から1946年の間、海軍大佐ウィリアム・ボールドウィンと結婚し、1人娘カティーをもうけた。1951年から2000年の間ロバート・エメットと結婚。2人の間には1人息子のショーン・エメット（1954年生）がいる。

## 主な出演作品

### 映画
| 公開年 | 邦題 原題                                                      | 役名                     | 備考                                                           |
| ------ | -------------------------------------------------------------- | ------------------------ | -------------------------------------------------------------- |
| 1943   | 夫は還らず Tender Comrade                                      | ドリス                   |                                                                |
| 1944   | カンタベリー物語 A Canterbury Tale                             | ボブの恋人               | 米国版追加シーンのみ                                           |
| 1945   | 大空に駈ける恋 You Came Along                                  | フランシス               |                                                                |
| 1946   | 天国への階段 A Matter of Life and Death                        | ジューン                 |                                                                |
| 1951   | 欲望という名の電車 A Streetcar Named Desire                    | ステラ                   | アカデミー助演女優賞 受賞 ゴールデングローブ賞 助演女優賞 受賞 |
| 1952   | デッドライン～USA Deadline - U.S.A.                            | ノラ                     |                                                                |
| 1952   | ニューヨークの異邦人 Anything Can Happen                       | ヘレン・ワトソン         |                                                                |
| 1957   | 孤独の青春 The Young Stranger                                  | ヘレン                   |                                                                |
| 1964   | リリス Lilith                                                  | ベア・ブライス博士       |                                                                |
| 1968   | 猿の惑星 Planet of the Apes                                    | ジーラ                   |                                                                |
| 1968   | 泳ぐひと The Swimmer                                           | ベティ・グラハム         |                                                                |
| 1970   | 続・猿の惑星 Beneath the Planet of the Apes                    | ジーラ                   |                                                                |
| 1971   | 新・猿の惑星 Escape from the Planet of the Apes                | ジーラ                   |                                                                |
| 1974   | 汚れた青春・非行少女クリス Born Innocent                       | パーカー夫人             | テレビ映画                                                     |
| 1974   | のぞき魔!バッド・ロナルド/十代の異常な欲望 Bad Ronald          | エレイン・ウィルビー     | テレビ映画                                                     |
| 1976   | 暗黒の8月 Dark August                                          | アドリアナ               |                                                                |
| 1976   | ハンコック家の人々 The Dark Side of Innocence                  | キャスリーン・ハンコック | テレビ映画                                                     |
| 1979   | ゴールデン・ゲート殺人事件 The Golden Gate Murders             |                          | テレビ映画                                                     |
| 1981   | スコーキー/ユダヤとナチの凄絶な戦い Skokie                     | バーサ・フェルドマン     | テレビ映画                                                     |
| 1985   | ケリー・マクギリスの プライベート・セッション Private Sessions | ローズマリー             | テレビ映画                                                     |
| 1987   | キンドレッド The Kindred                                       | アマンダ・ホリンズ       |                                                                |
| 1989   | KKK:炎の十字架 Cross of Fire                                   |                          | テレビ映画                                                     |
| 1990   | マスターズ・オブ・ホラー/悪夢の狂宴 Due occhi diabolici        | ピム夫人                 | 第2話「黒猫」                                                  |
| 1998   | しあわせ色のルビー A Price Above Rubies                        |                          |                                                                |
| 1999   | 想い出のブルー・ムーン Blue Moon                               | シェイラ                 | テレビ映画                                                     |

### テレビシリーズ
| 年   | 日本語題 原題                                  | 役名               | 備考                               |
| ---- | ---------------------------------------------- | ------------------ | ---------------------------------- |
| 1971 | 刑事コロンボ Columbo                           | エドナ・マシューズ | 第1シーズン第4話「二枚のドガの絵」 |
| 1979 | ホワイト・ハウス Backstairs at the White House | エレン・ウィルソン | ミニシリーズ 第1話のみ出演         |

## 受賞歴
| 賞                   | 年   | 部門       | 作品名             | 結果 |
| -------------------- | ---- | ---------- | ------------------ | ---- |
| アカデミー賞         | 1951 | 助演女優賞 | 欲望という名の電車 | 受賞 |
| ゴールデングローブ賞 | 1951 | 助演女優賞 | 欲望という名の電車 | 受賞 |